# Великолепные воины
«Великолепные воины» (англ. Magnificent Warriors, иер. трад. 中華戰士, упр. 中华战士, кант.-рус.: Чун ва чинь си) — гонконгский драматический боевик 1987 года, снятый Дэвидом Чуном по сценарию Чан Каньчхёна, с участием Мишель Кхан, Ричарда Ына, И Тунсина и Лоуэлл Лоу.

## Сюжет
В 1930-х годах, во время Японо-китайской войны, китайский тайный агент и пилот Фок Минмин отправляется в район Тибета, чтобы расследовать устроенную там японскую оккупацию. Минмин встречается с другим разведчиком Небеса № 1, являющимся её связным. Сначала они сталкиваются с мошенником, а затем с восставшей принцессой Чхинь-чхинь, которые впоследствии составляют им компанию.
Минмин и её друзья узнают, что целью японской оккупации города является превращение населённого пункта в оружейную производственную площадку, но попадают в плен, так и не успев предупредить об этом местное население. Оккупанты намереваются казнить четырёх друзей (вместе с Юда, любовником Чхинь-чхинь и начальником города, бунтовавшим против японцев несмотря на то, что первоначально вступил с ними в сговор) на глазах у местных жителей, но те громко скандируют требование освободить пятерых. Между тем местная армия нападает на японцев, обстреливает их командование и освобождает пленников. Затем некогда мирные жители города готовятся защищать свою территорию под руководством Минмин и её товарищей от японских войск.

## В ролях
| Актёр        | Роль                                 |
| ------------ | ------------------------------------ |
| Мишель Кхан  | девушка-пилот Фок Минмин             |
| Ричард Ын    | бродяга-мошенник                     |
| И Тунсин     | тайный агент «Небеса № 1» Вон Сиуфун |
| Лоуэлл Лоу   | начальник города Юда                 |
| Чинди Лау    | Чхинь-чхинь                          |
| Тэцуя Мацуи  | генерал Тога                         |
| Чжан И       | отец Чхинь-чхинь                     |
| Хван Чжон Ри | подручный генерала Тоги              |
| Ло Ман       | подручный генерала Тоги              |
| Ку Фэн       | дедушка Фок                          |
| Фун Хакъон   | японский агент                       |
| Фун Кинмань  | дядя Лун                             |
| Чань Кин     | торговец оружием                     |
| Ли Вэньтай   | брат Ван                             |
| Чиу Чилин    | один из реваншистской троицы         |
| Тан Тхайво   | один из реваншистской троицы         |
| Джексон Ын   | один из реваншистской троицы         |

## Восприятие
На сайте-агрегаторе рецензий Rotten Tomatoes у «Великолепных воинов» 67 % положительных отзывов на основе 6 рецензий кинокритиков со средней оценкой 5,50 из 10, а общий зрительский рейтинг составляет 55 % и оценку 3,5 из 5.